# Кокошино
Кокошино — село в Чулымском районе Новосибирской области. Административный центр Кокошинского сельсовета.

## География
Площадь села — 128 га.

## Население
| 2002 | 2007  | 2010 |
| ---- | ----- | ---- |
| 1014 | ↘1004 | ↘881 |

## Инфраструктура
В селе по данным на 2007 год функционируют 1 учреждение здравоохранения и 1 учреждение образования.